# Kono kaisha ni suki na hito ga imasu
Kono kaisha ni suki na hito ga imasu (jap. この会社に好きな人がいます) – manga autorstwa Akamaru Enomoto, publikowana na łamach magazynu „Shūkan Morning” wydawnictwa Kōdansha od marca 2019 do stycznia 2023. Całość została zebrana w 15 tomach.
Na bazie mangi studio Blade stworzyło serial anime, który emitowano od stycznia do marca 2025.

## Fabuła
Masugu Tateishi pracuje w dziale księgowości w Tsuda Confectionery, firmie zajmującej się produkcją słodyczy. Jego relacja z Yui Mitsuyą – współpracownicą, która dołączyła do firmy w tym samym czasie, ale pracuje w dziale planowania – jest powszechnie znana jako wyjątkowo wroga. Ich częste starcia przyniosły im nawet biurowy przydomek „śmiertelni wrogowie”. W rzeczywistości jednak oboje są sobą głęboko zainteresowani i po serii nieoczekiwanych wydarzeń w końcu zostają parą.
Mimo swoich uczuć, Yui obawia się plotek w pracy oraz trudności związanych z biurowym romansem. Aby uniknąć niepotrzebnej uwagi, oboje postanawiają utrzymać swój związek w tajemnicy. Tak rozpoczyna się ich sekretne życie jako współpracownicy, którzy udają wzajemną niechęć, jednocześnie ukrywając swoją miłość.

## Bohaterowie
- Masugu Tateishi (jap. 立石 真直 Tateishi Masugu)

Seiyū: Seiichiro Yamashita 
- Yui Mitsuya (jap. 三ツ谷 結衣 Mitsuya Yui)

Seiyū: Yume Miyamoto 
- Shizuno Hayakawa (jap. 早川 静乃 Hayakawa Shizuno)

Seiyū: Shizuka Itō 
- Keisuke Somei (jap. 染井 恵介 Somei Keisuke)

Seiyū: Reiō Tsuchida 
- Maria Morizono (jap. 森園 まりあ Morizono Maria)

Seiyū: Yō Taichi 
- Chiharu Utō (jap. 宇藤 千春 Utō Chiharu)

Seiyū: Misaki Watada 
- Yukiko Sakura (jap. 佐倉 ゆき子 Sakura Yukiko)

Seiyū: Sora Tokui 
- Itsurō Mita (jap. 三田 逸郎 Mita Itsurō)

Seiyū: Kentarō Tone 
- Seiya Suzuki (jap. 鈴木 誠也 Suzuki Seiya)

Seiyū: Kenshō Ono 
- Hiromi Kiribayashi (jap. 切林 宏海 Kiribayashi Hiromi)

Seiyū: Shin’ichirō Miki 

## Manga
Seria była publikowana w magazynie „Shūkan Morning” od 7 marca 2019 do 26 stycznia 2023. Wydawnictwo Kōdansha zebrało jej rozdziały w 15 tankōbonach, wydawanych od 23 lipca 2019 do 23 marca 2023.
| Nr | Data wydania (język japoński) | ISBN (język japoński)  |
| -- | ----------------------------- | ---------------------- |
| 1  | 23 lipca 2019                 | ISBN 978-4-06-516508-9 |
| 2  | 23 grudnia 2019               | ISBN 978-4-06-517997-0 |
| 3  | 23 kwietnia 2020              | ISBN 978-4-06-519083-8 |
| 4  | 20 sierpnia 2020              | ISBN 978-4-06-520143-5 |
| 5  | 20 listopada 2020             | ISBN 978-4-06-521170-0 |
| 6  | 22 lutego 2021                | ISBN 978-4-06-522185-3 |
| 7  | 21 maja 2021                  | ISBN 978-4-06-523193-7 |
| 8  | 23 sierpnia 2021              | ISBN 978-4-06-524901-7 |
| 9  | 22 listopada 2021             | ISBN 978-4-06-525889-7 |
| 10 | 22 lutego 2022                | ISBN 978-4-06-526718-9 |
| 11 | 23 maja 2022                  | ISBN 978-4-06-527764-5 |
| 12 | 23 sierpnia 2022              | ISBN 978-4-06-528634-0 |
| 13 | 22 listopada 2022             | ISBN 978-4-06-529698-1 |
| 14 | 21 lutego 2023                | ISBN 978-4-06-530672-7 |
| 15 | 23 marca 2023                 | ISBN 978-4-06-530878-3 |

## Anime
W lipcu 2024 ogłoszono, że manga otrzyma adaptację w formie telewizyjnego serialu anime. Seria została wyprodukowana przez studio Blade i wyreżyserowana przez Naoko Takeichi. Autorem scenariusza jest Masahiro Yokotani, postacie zaprojektowała Mina Ōsawa, a muzykę skomponowało IM.Lab. Serial był emitowany od 6 stycznia do 24 marca 2025 w Tokyo MX i innych stacjach. Motywem otwierającym jest „Ano ne,” (jap. あのね、) autorstwa Polkadot Stingray, natomiast końcowym „Futari fime” (jap. ふたりじめ) w wykonaniu Pachae.

## Odbiór
Do lipca 2024 manga rozeszła się w nakładzie 1,1 miliona egzemplarzy (wliczając zarówno wydania fizyczne, jak i cyfrowe).